# Struck (Remscheid)
Struck ist ein Stadtteil von Remscheid und des Bezirks Remscheid-Süd. Der Stadtteil hatte im Jahr 2005 2292 Einwohner. Der Name stammt aus der Wermelskirchener Mundart und bedeutet Strauch. Die Remscheider Mundart kennt das niederdeutsche Struuk, während südlich von Wermelskirchen das hochdeutsche Struch gebräuchlich ist. Der Wermelskirchener Ausdruck stellt also eine Mischform zwischen beiden dar.
Der Stadtteil beinhaltet den Wohnplatz Großberghausen.

## Geographie

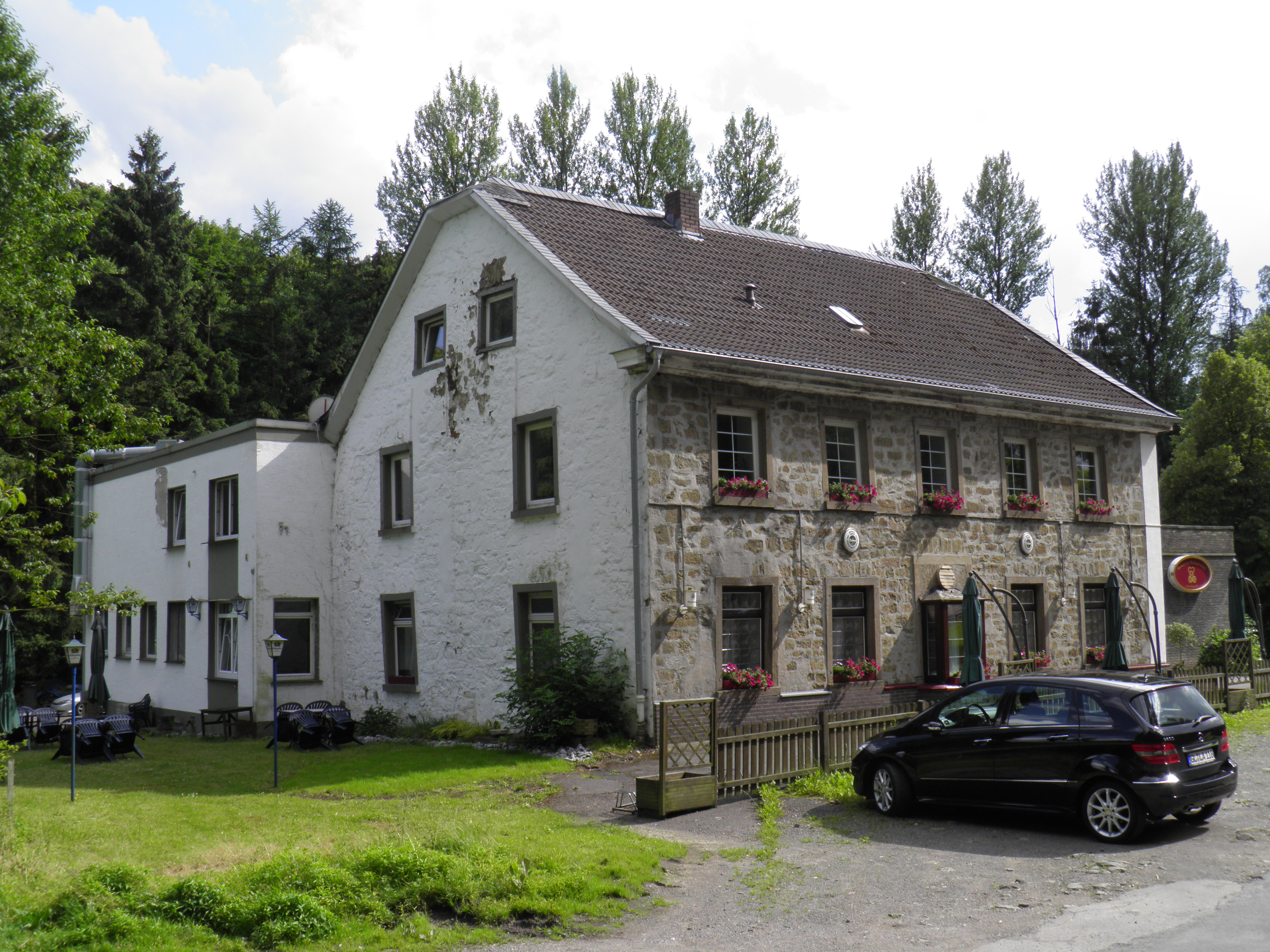
Restaurant Mebusmühle – niedrigster Punkt

Der Stadtteil ist 128 Hektar groß. Die höchste Stelle befindet sich an der Baisieper Straße mit 328,56 m und die niedrigste Stelle mit 221,89 m an der Mebusmühle. Der Höhenunterschied beträgt 106,67 m. Der Stadtteil wird im Norden durch die Baisieper Straße begrenzt, im Osten trennt der Bach Baisiepen den Stadtteil Mixsiepen ab. Im Süden verläuft die Grenze zu der Stadt Wermelskirchen über den Eschbach und im Westen trennt das Naherholungsgebiet „Kuckuck“ den Struck vom Stadtteil Falkenberg.

## Geschichte
Struck, „Land nächst dem Strauche aufm Rampe“ war ursprünglich eine Hofschaft im alten Hatzeland, die 1621 erstmals urkundlich erwähnt wurde. Struck und Großberghausen, bis dahin zu Wermelskirchen gehörend, wurden 1873 nach Remscheid eingemeindet. Die Bezeichnungen „Hatzlangk“ und „Hatzeland“ sind von den Hatzen (Hirsche) abgeleitet, da der Bereich der „Birgdener Gemarke“ schon „vor dem 14. Jahrhundert Jagdeigentum der bergischen Grafen“ war, weil es dort viel Wild gab.
Der Wendehammer für die Straße Hatzelangk besitzt eine Tramvergangenheit. Die Strecke führte bis zur Eschbachtalsperre und schloss sich dort an die bereits existierende Bahn von Wermelskirchen über Preyersmühle nach Burg an. Im Juni 1900 hatte die Westdeutsche Eisenbahngesellschaft den Verkehr aufgenommen. In den letzten Jahren ihrer Existenz, zwischen 1962 und 1966, wurde der Hatzelangk zur planmäßigen Endstelle. Nur noch am Wochenende fuhren in den Sommermonaten Wagen bis Mebusmühle durch.
Eine Besonderheit war die um 1929 errichtete Drahtseilbahn für den Materialtransport zur Baustelle der Autobahn. Sie führte vom Kippengelände der Bergischen Stahl-Industrie (BSI) im Blumental über Bliedinghausen, Falkenberg, Berghausen, Struck, Baisiepen bis zum Gleuel. Transportiert wurde der ausgebrannte Formsand zur Befestigung der Fahrbahn, und sie diente vielen damaligen Schülern der „Strucker Eierkiste“ als Schulbahn.
Im Zweiten Weltkrieg sind mehrere Häuser durch Bomben und Brände stark beschädigt worden. Glücklicherweise schlugen viele Granaten auf der Beckerswiese ein und forderten keine Opfer. Augenzeugen berichten, dass gegen Ende des Krieges zweirümpfige Lightnings einzelne Jagdbomberangriffe auf Soldaten im Eschbachtal flogen. Am Sonntag, dem 15. April 1945, erfolgte der Einmarsch der Amerikaner in Remscheid, von Wermelskirchen kommend, über die Intzestraße. Eineinhalb Stunden zuvor wurden vier Soldaten, die Gegenwehr leisteten, erschossen. Auf der Wiese gegenüber dem Haus Intzestr. 168 standen noch lange danach vier Holzkreuze.

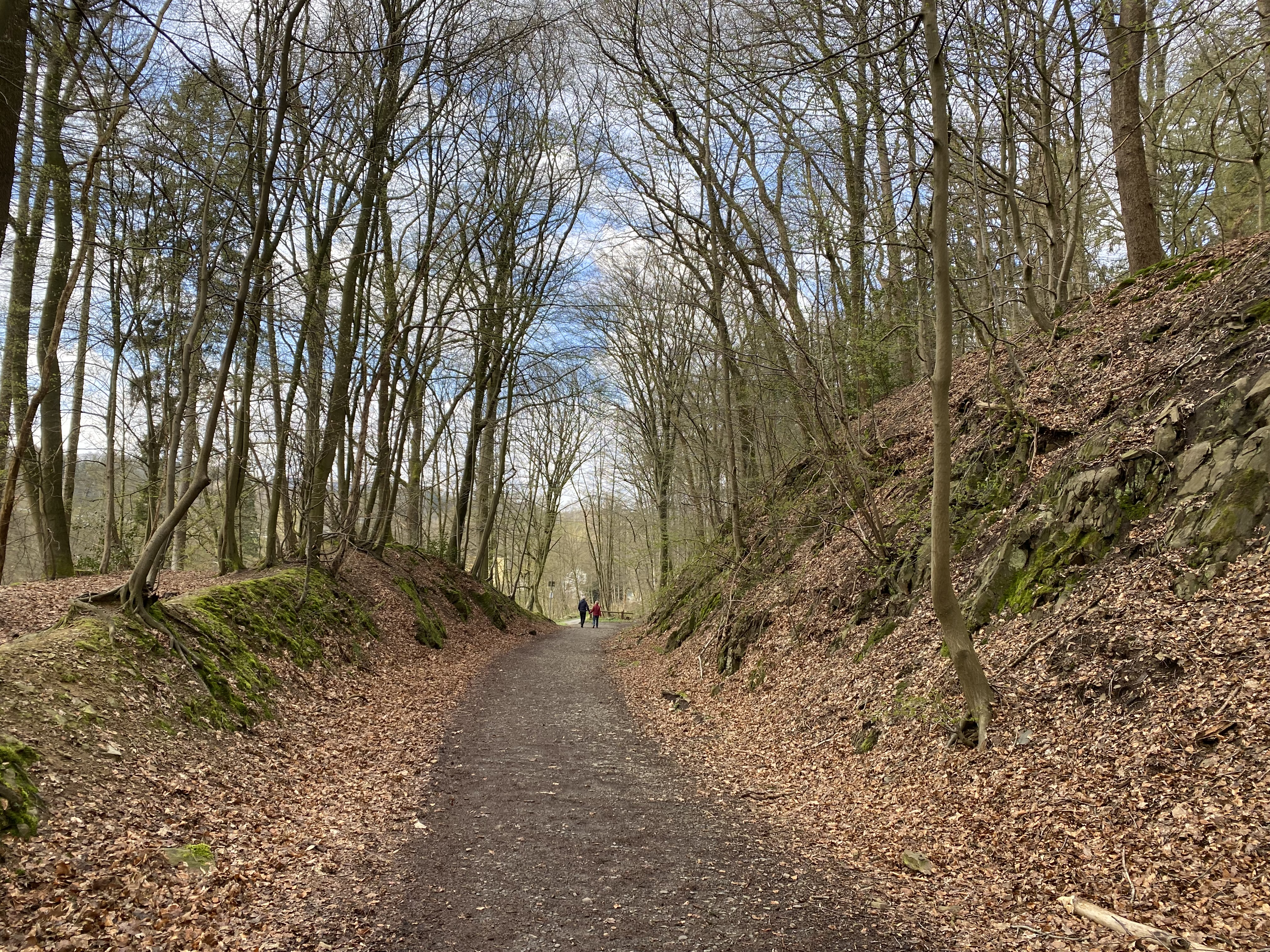
Ehem. Straßenbahntrasse Lenneper Straße-Struck-Mebusmühle

Zu den schönsten Streckenabschnitten der Remscheider Straßenbahn gehörte die eingleisige Strecke von der Lenneper Straße durch die heutige Kuckuck-Grünanlage über Struck (Ausweiche) bis zur Mebus-Mühle. Obligatorisch wurde die Fahrt für die meisten Remscheider mit einer Umrundung der Eschbachtalsperre verbunden. Am 31. Dezember 1966 wurde diese Strecke stillgelegt, ca. 2½ Jahre vor der Einstellung des gesamten Straßenbahnbetriebes in Remscheid (10. April 1969). Die alte Trasse kann heute als bequemer Wander- und Radweg zwischen der Eschbachtalsperre und Struck genutzt werden.

## Persönlichkeiten
Karl Armbrust, Maler und Meisterschüler von Paul Klee, lebte Jahrzehnte in seinem Elternhaus in der Strucker Str. 74.

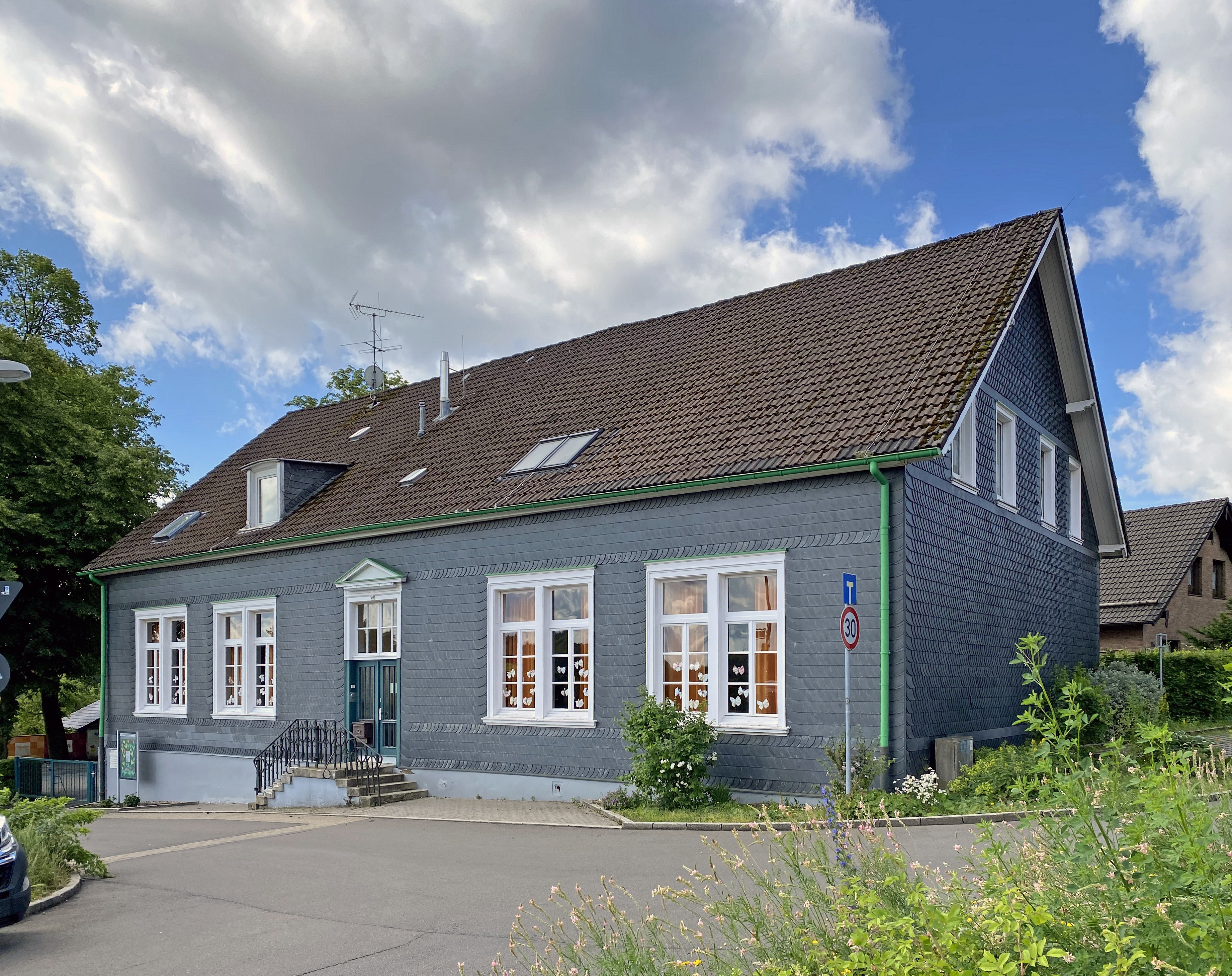
Schule Struck

## Industrie
Struck ist nach dem Bauplanungsrecht ein Mischgebiet mit vorwiegend Handwerksbetrieben.

## Bildung
Die vierklassige Gemeinschafts-Grundschule Struck wird seit alter Zeit auch „Strucker Eierkiste“ genannt. Mit dem Bau der Schule wurde 1824 begonnen. Am 2. Januar 1827 konnte der Schulbetrieb unter Leitung des Lehrers Gottbehüt aufgenommen werden. Im Jahre 2012 ist die Schule eine von 26 Remscheider Grundschulen.

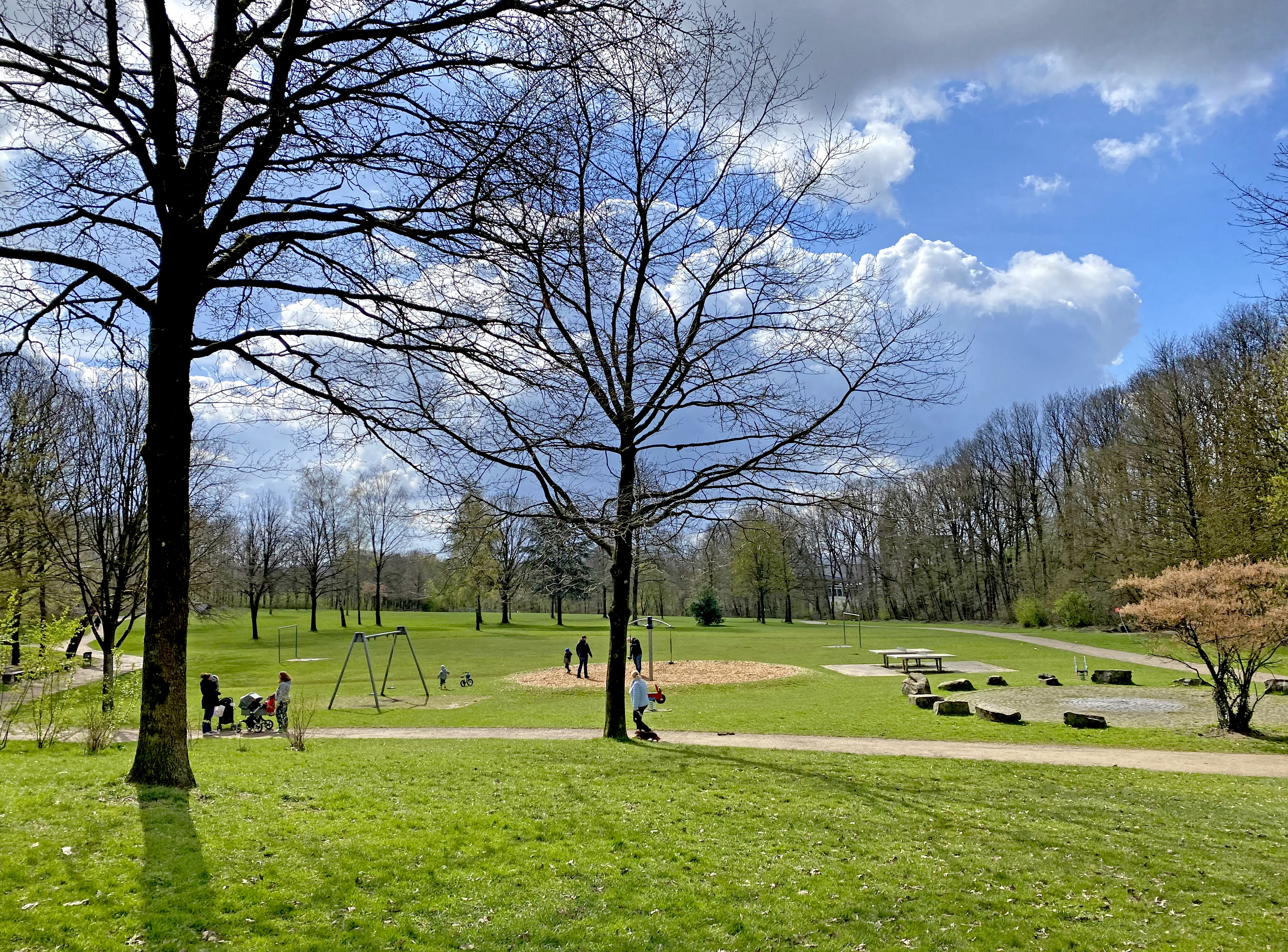
Grünanlage Kuckuck

## Grünanlagen
Der „Erholungsraum Struck“ ist ein zwölf Hektar großer Talbereich vom Oberlauf des Baisiepen. Abwechslungsreiche Vegetation und eine vielfältige Tierwelt sorgen für ein intensives Naturerleben.
Der „Kuckuck“ ist eine junge, 5,2 Hektar große, Grünanlage, die im Bereich des Oberlaufs vom Berghauser Bach liegt. Das Gelände ist mäßig geneigt und hat im weiteren Verlauf Anschluss an die freie Landschaft. Der „Kuckuck“ war früher eine Deponie. Der obere Teil wurde „Die Kipp“ genannt. Um 1954 fand hier einmalig ein Motocross-Rennen statt, das über die Grenzen Remscheids für Aufsehen sorgte.

## Freizeit
Das ehemalige Jugendfreizeitheim der Johannes-Kirchengemeinde in der Auguststr. 24 wurde im März 2006 als „Bürgerhaus-Süd“ wiedereröffnet. Finanziert über Mitgliedsbeiträge und Spendern, entwickeln ehrenamtliche Helfer und Anwohner ein breitgefächertes Programm.

## Brauchtum
Im traditionellen Pfarrkarneval der Pfarrgemeinde Sankt Josef lautet der Karnevalsgruß seit den 1950er Jahren „Hatzelangk Miau!“. Angeblich geht er auf die Zeit unmittelbar nach dem Zweiten Weltkrieg zurück, als aufgrund der Nahrungsmittelknappheit in Remscheid, und vor allem im Südbezirk mit der Straße „Hatzelangk“ immer wieder Katzen im Kochtopf gelandet sind.

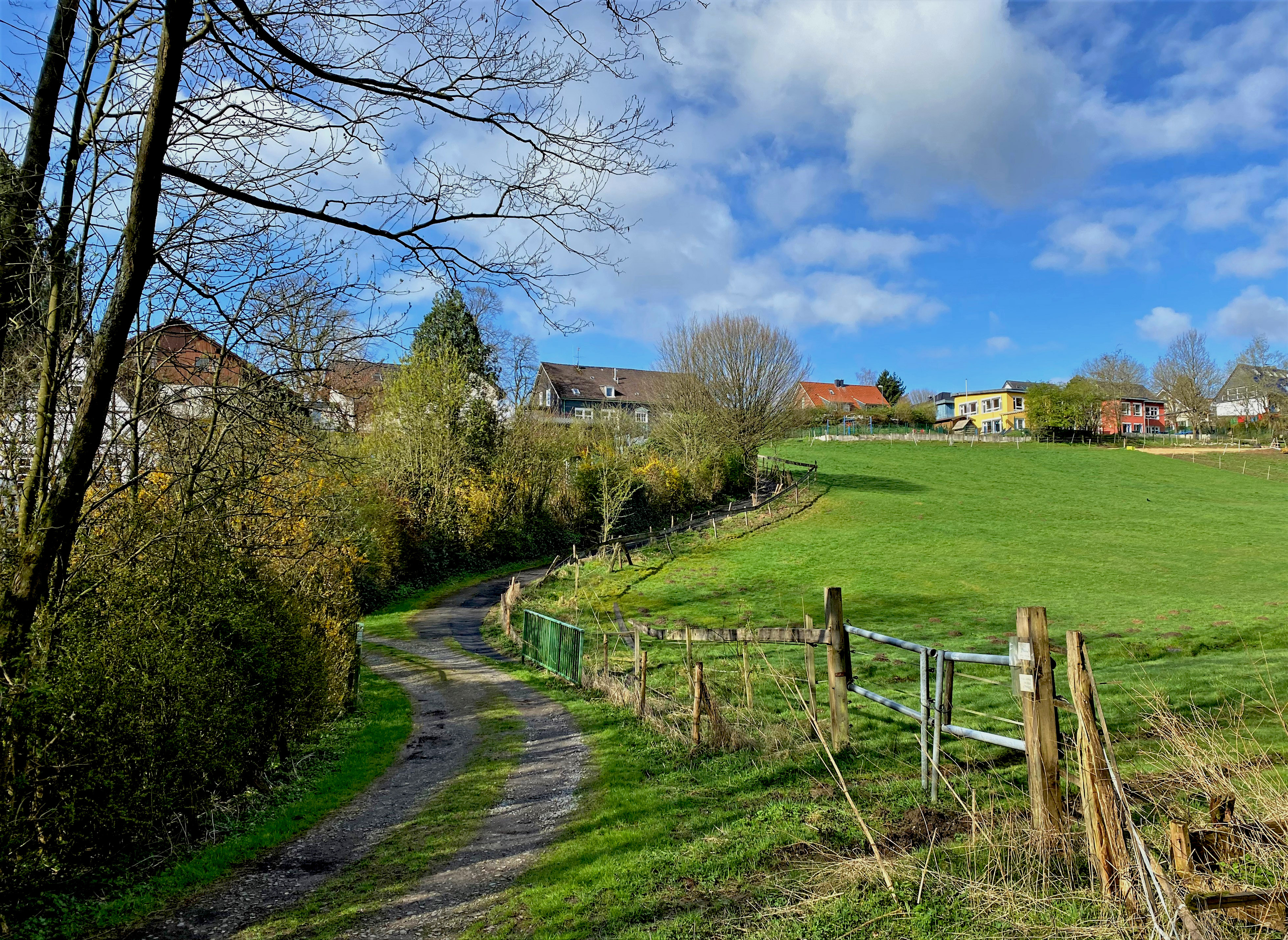
Struck - Osthang zum Baisiepen
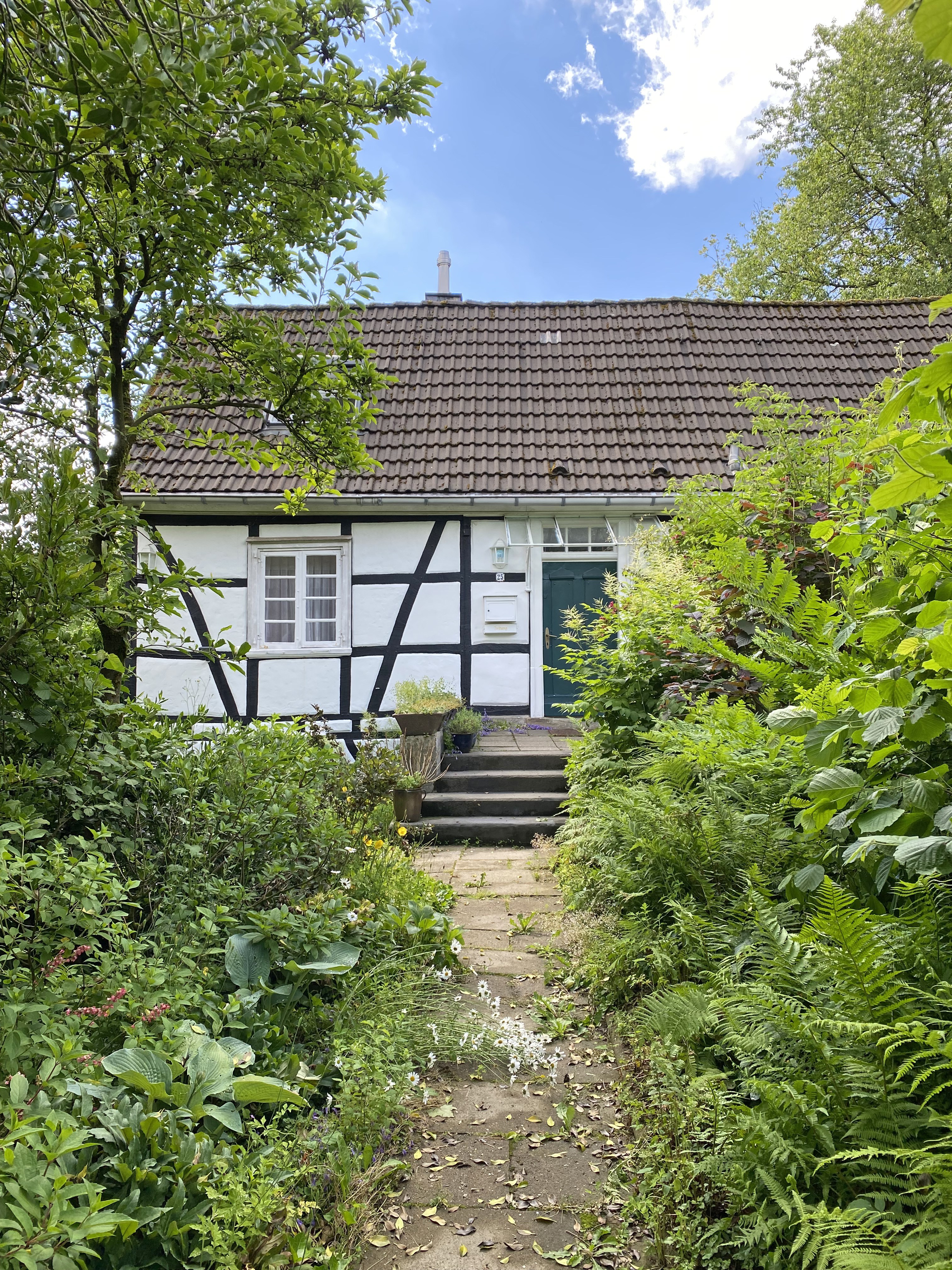
Versteckt hinter Hecken: Struck 25
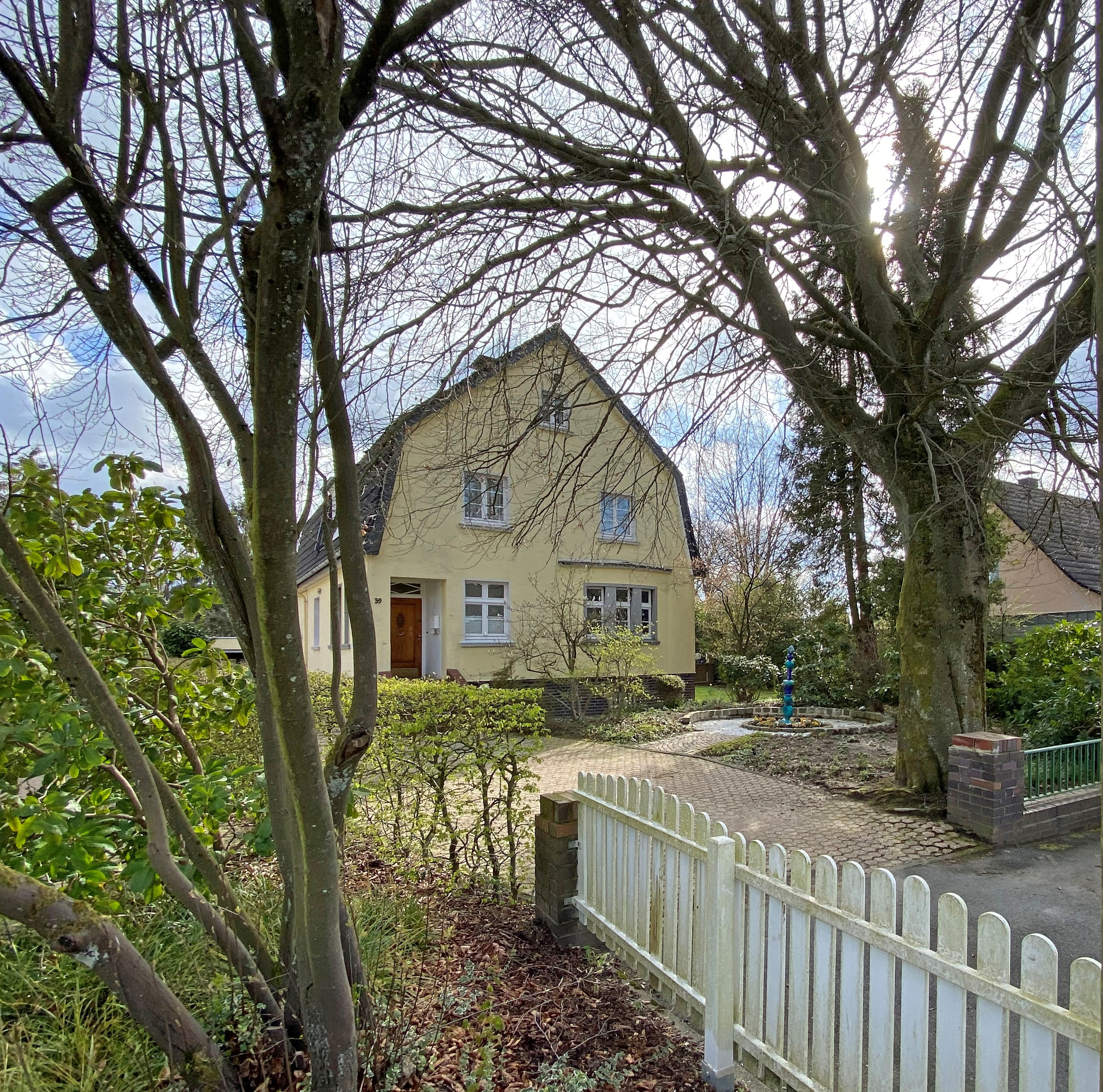
Struck 39 mit eindrucksvoller Blutbuche
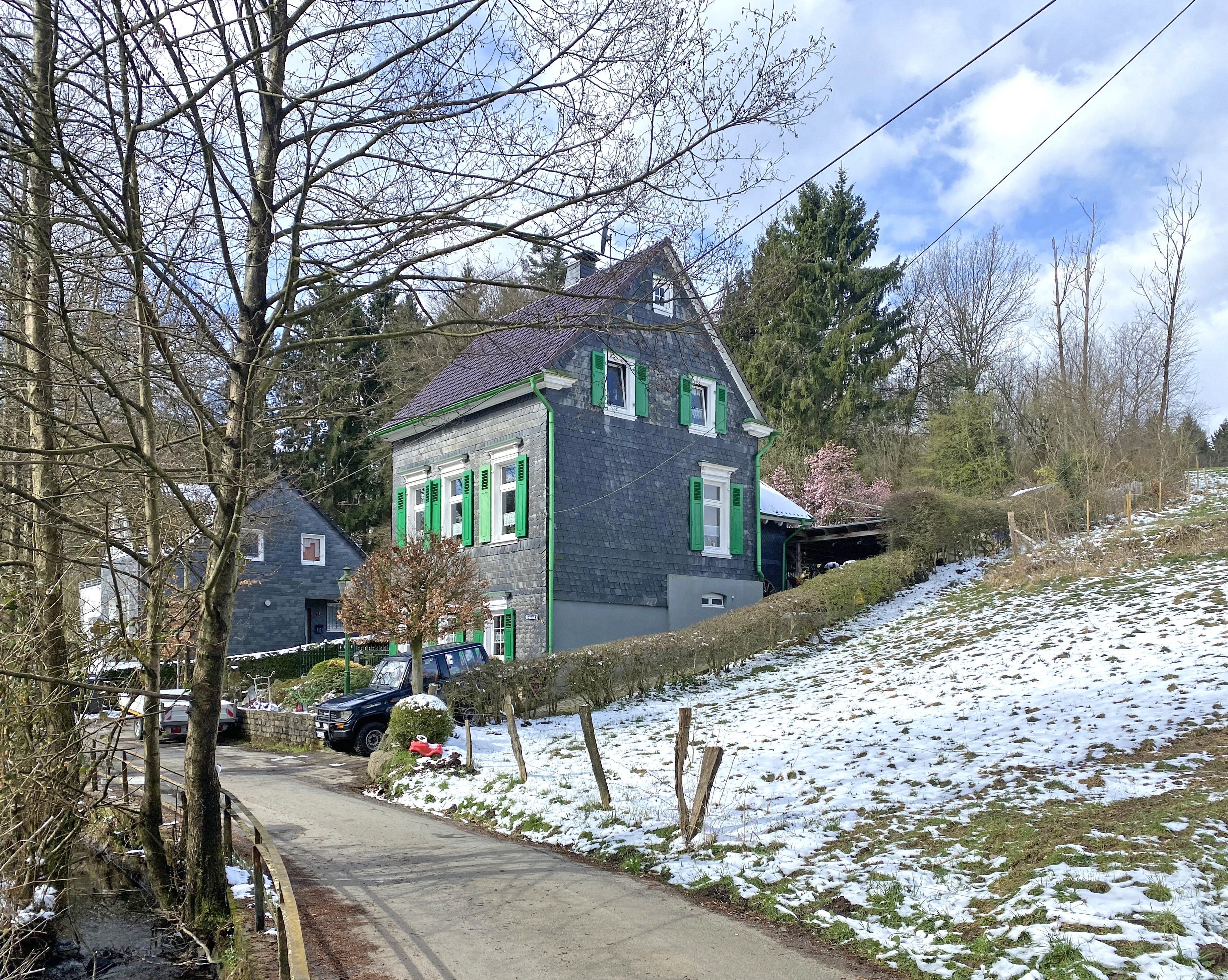
Grünental – Häuser am Tenter Bach
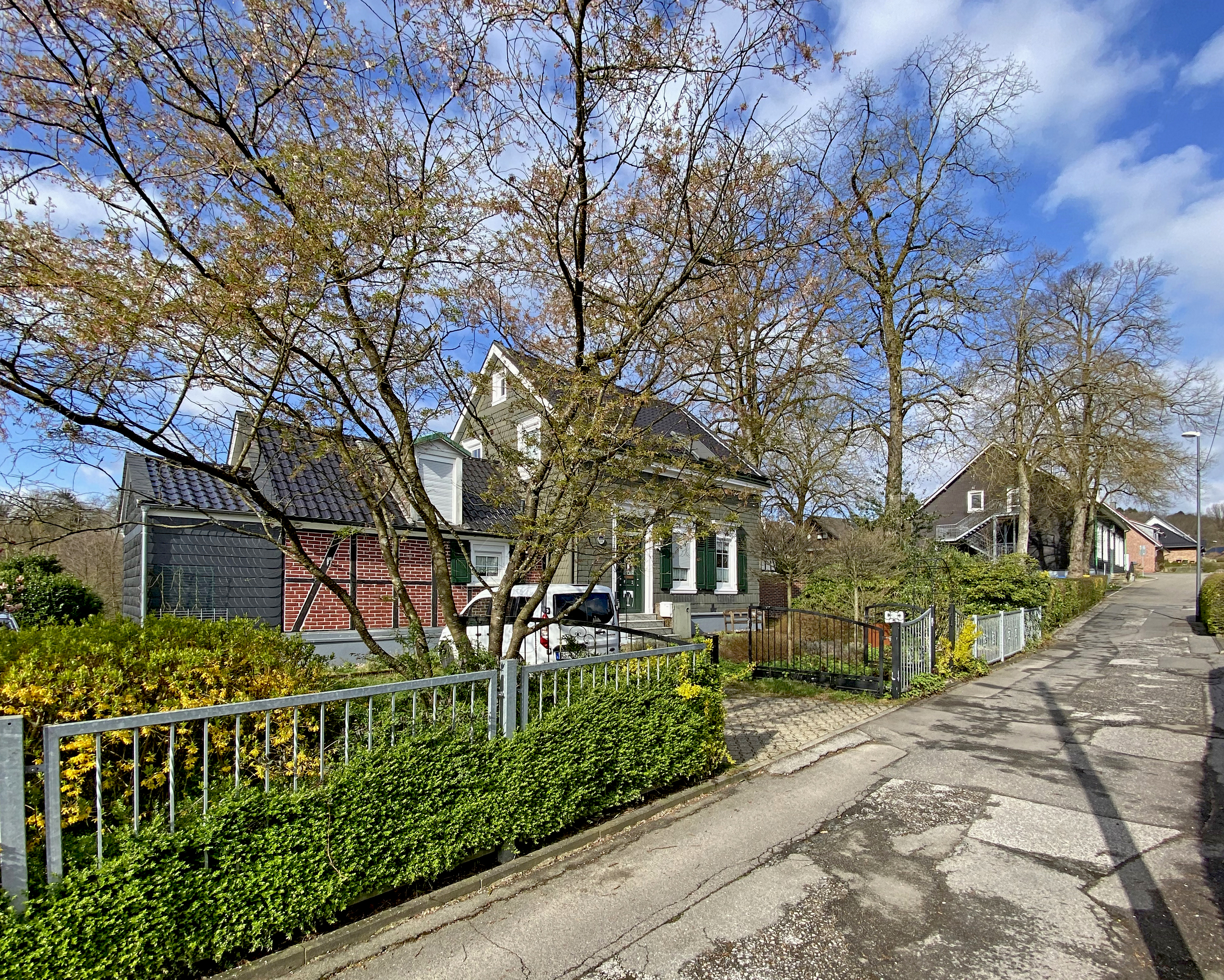
Interessante alte Bausubstanz in Struck
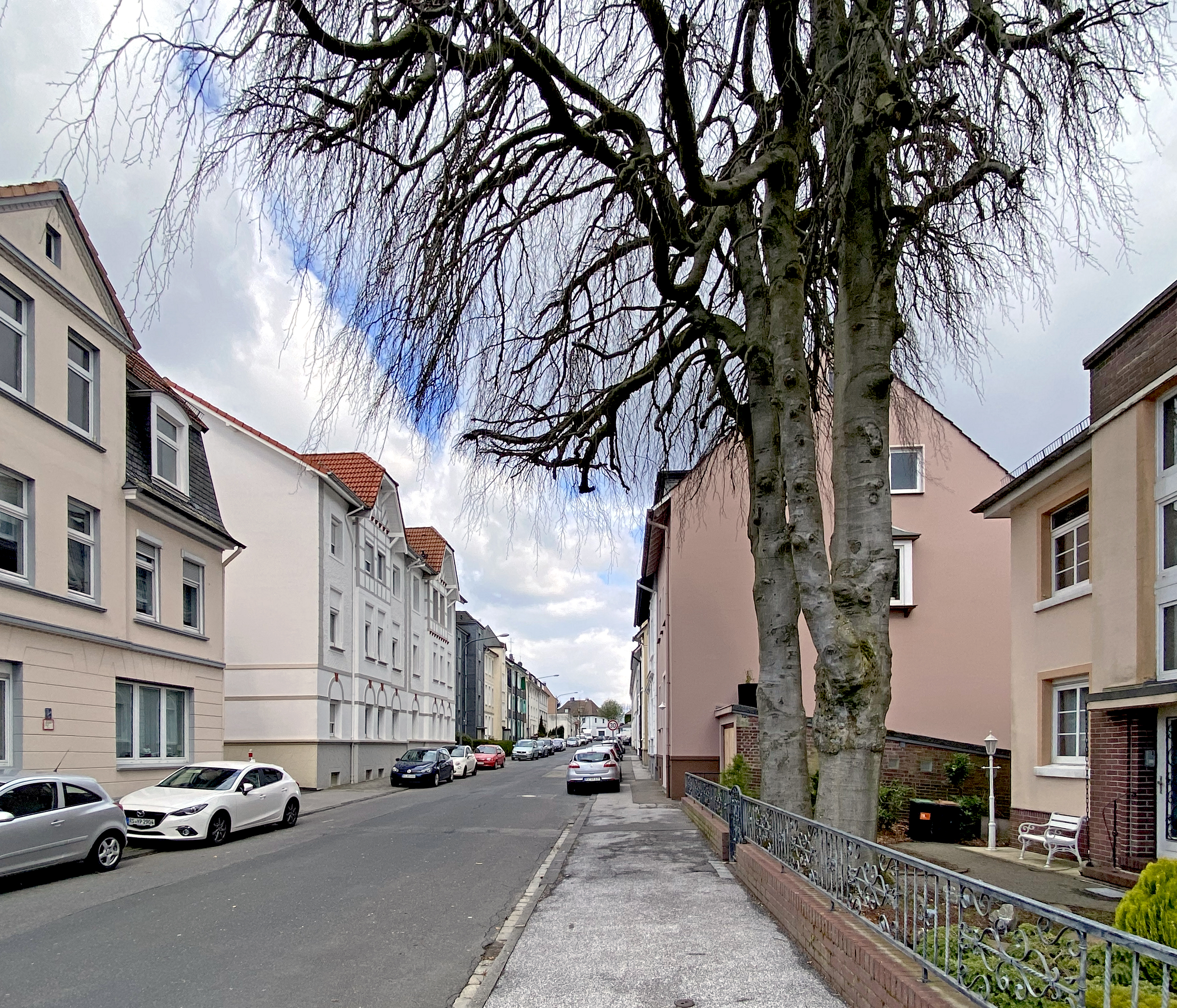
Mehrfamilienhäuser prägen die obere Strucker Straße
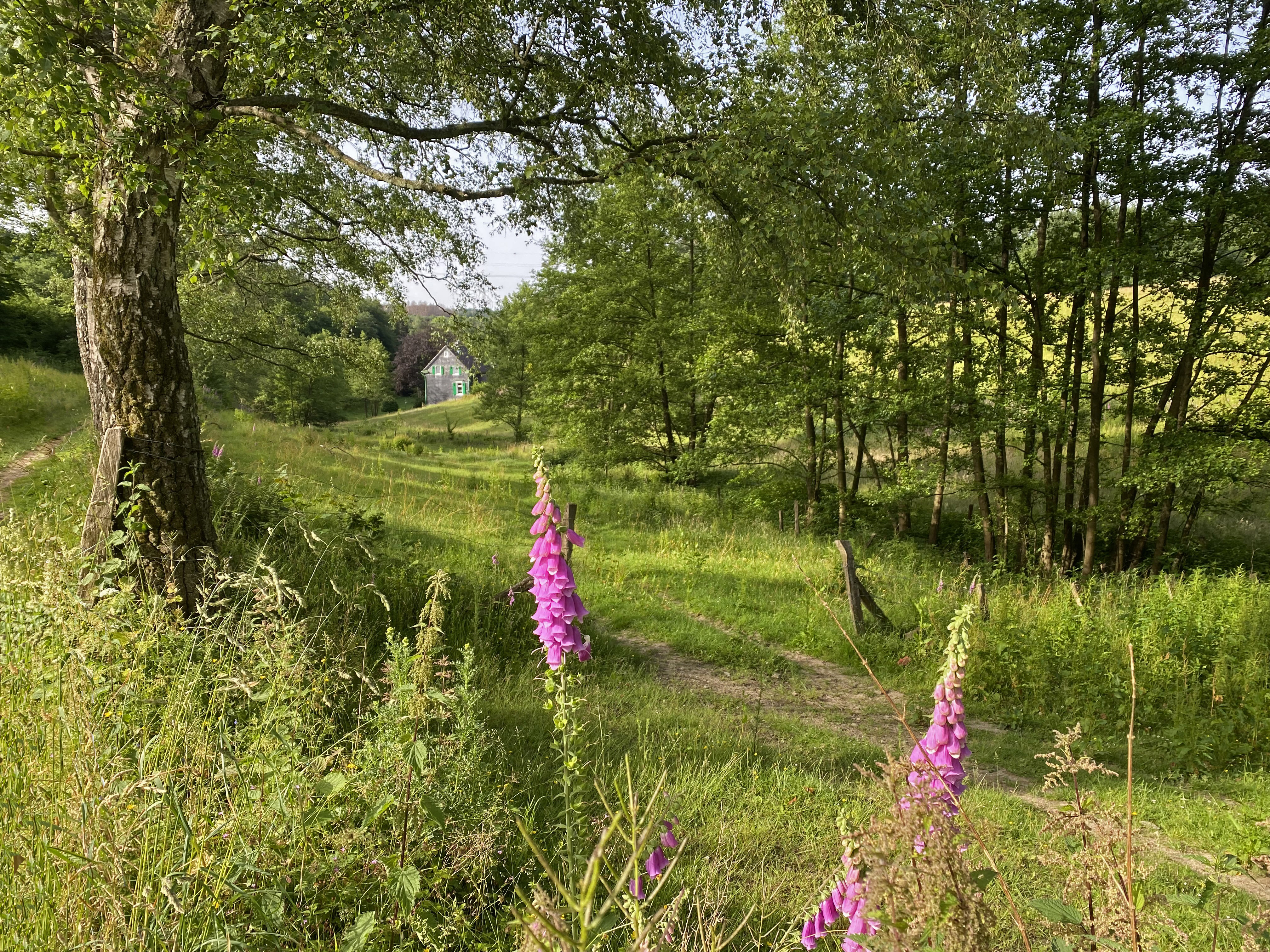
Baisieper Bachtal